# 临清市
临清市是中国山东省下辖的县级市，由聊城市代管，因为临近古清河而得名。市人民政府駐龙华街5号。

## 历史
临清置县于西汉，称清渊县。隶属巨鹿郡，后属魏郡，三国魏晋时期隶属冀州阳平郡。十六国之一的后赵，于建平元年（330年）更名为临清县，临清之名自此始。明、清两代曾为临清州，是京杭大运河沿岸著名的繁华都市。明代，临清被列为全国16个大城市之一。
民国时期（1912年），复为临清县，先属济西道，后改东临道、德临道。1945年9月解放军攻占临清后，县市分设，隶冀南行署第一专署。中华人民共和国建国初期曾一度县、市分治，隶属河北省邯郸。1952年11月，划归山东省德州专署，同年12月改属聊城专署。1958年县市合并，置临清市。1963年再次撤市复县。1965年3月部分村县划归河北邢台，设临西县。1983年又一次撤县复市至今。

## 人口
根据第七次全国人口普查数据，截至2020年11月1日零时，临清市常住人口为794529人。

## 行政区划
临清市下辖4个街道办事处、12个镇：
青年路街道、新华路街道、先锋路街道、大辛庄街道、松林镇、老赵庄镇、康庄镇、魏湾镇、刘垓子镇、八岔路镇、潘庄镇、烟店镇、唐园镇、金郝庄镇、戴湾镇和尚店镇。

## 自然条件
临清市地处黄河下游冲積平原，地势平坦，自西南向东北倾斜，海拔高度29—38米。由于受古黄泛影响，形成岗、坡、洼交错相间的微变地貌。
临清市属暖温带半湿润气候。年平均气温12.8℃，极端最高气温41.4℃，最低气温-22.1℃。年平均降水量590.4毫米。全年盛行风向为南风和偏南风。无霜期年均205天。年日照时间约为2661小时。境内主要河流有漳卫河、京杭运河、古运河、马颊河等 。

## 社会经济
临清市现有耕地105.11万亩。主要农作物以小麦、玉米、棉花为主。植棉历史悠久，素有“棉乡”之称。现在为中国优质棉基地县市之一。全市工业以轻纺和机械为主，包括卷烟，制药、电力、建材、食品、皮革、造纸、化工等。

## 交通
全市交通便利，京九铁路在临清市设临清站，京杭运河纵横南北，国省级干线公路（ 514国道）纵横贯通。乡县公路连接各村镇。

## 名胜古迹

荷兰人约翰·纽霍夫在1665年所画的临清舍利宝塔

- 舍利宝塔，建于明代，坐落于城北运河东岸。高61米，八角八面九层，塔内有通天木柱。
- 清真寺， 位于卫运河东岸，是中国十大清真寺之一。
- 临清运河钞关，中国古代八大钞关之一，作为目前中国古代运河税收机构的唯一典型遗存。
- 五样松， 位于东郊陈坟村北的古树松柏，为明永乐年间所植，因叶状有竹篾、米粒、喇叭、针、刺，五样，故俗称“五样松”。
- 龙山，鲁西北千里广袤平原上唯一的一座人造土山，为明永乐十五年（1417年）开凿会通河的泥土及以后疏浚河道的淤土堆积而成。

## 名人
- 谢榛
- 左良玉
- 张自忠
- 季羡林
- 黑伯理
- 車震
- 李振清